# 伴和曉
伴 和曉（ばん かずあき、1987年8月21日 - ）は、山梨県出身のプロサッカー選手。ポジションはミッドフィールダー（MF）。

## 来歴
3つ上の兄の影響で3歳からサッカーを始め、小学校1年生の時に1994 FIFAワールドカップの影響を受け本格的に取り組むようになった。
高校まで横河武蔵野FCでプレー。同期には常盤聡及び阿部拓馬がいた。仙台大学では学内のサッカー部に所属。
2011年に大学を卒業し、中国国費留学生として上海体育学院へ進学。一度は経営者の道を考えるもサッカーに対する想いを断ち切れず、一念発起。
大学院を中途退学して単身渡欧し、東欧各国で練習参加。2012年から2013年にはエストニアのJKタリナ・カレフ及びポーランドのアルコニア・シュチェチンに所属した。
2013年10月、立ち上げ1年で2部リーグ優勝を果たした、カンボジアのトライアジア・プノンペンFCへ合流。1部リーグを賭けたプレーオフでは、存在感のあるプレーで1部リーグ昇格へ大きく貢献、木原正和と共にトライアジア・プノンペンの中核的存在として活躍。スピードのあるパスワークや素早い判断力、的確な指示と粘りのあるフィジカルでチームを牽引した。2015年、同リーグ強豪のナガコープFCへ移籍。
2016年、英語及び中国語通訳としてFC東京に加入。

## 人物・エピソード
- 大学生時代に、当時の友人らと学生団体Sun Shineを立ち上げた。『あなたの志に火を灯す』を理念に、代表として尽力した[8]。自らも就職活動を行いながら、就活生向けのセミナーを企画・運営しており、東北楽天ゴールデンイーグルスでインターンシップをしていた経験もある。現在その団体は、非営利団体ライフワークリンクとなり、後輩に活動が引き継がれている。
- 中国滞在中は、南京にある村へボランティア活動をしに行ったり[9]、子どもたちにサッカーを広める活動も行っていた。友人と共に、オブリガードサッカースクール蘇州校の前身であるFILLサッカースクールを展開し[5]、コーチとして指導にもあたっていた。訪中する度にスクールへ顔を出しており、子どもたちからは「伴コーチ」として親しまれている[10]。

## 所属クラブ
ユース経歴
- 1994年 - 1997年 関前FC
- 1998年 - 2006年 横河武蔵野FC[注 1] Jr/Jrユース/ユース
- 2007年 - 2010年 仙台大学サッカー部
- 2011年  上海JF (FCゲッツ・ロンタン)

プロ経歴
- 2012年  JKタリナ・カレフ
- 2012年 - 2013年  アルコニア・シュチェチン
- 2013年 - 2014年  トライアジア・プノンペンFC[注 2]
- 2015年  ナガコープFC / ナガワールドFC